# Tulips (film)
Tulips è un film del 1981 diretto da Rex Bromfield, Mark Warren e Al Waxman.

## Trama
Leland Irving è un uomo depresso e solo, che ha tentato più volte, senza successo, il suicidio. Decide quindi di assumere un killer professionista, Mauricio Avocado. La parola d'ordine concertata per il colpo fatale è "Tulips".
Mentre Irving aspetta il compiersi del suo destino, salva Rutanya Wallace, anche lei aspirante suicida per essere stata respinta da un amante. Caratterialmente Rutanya è l'opposto dell'introverso Leland, ma i due si completano, e dagli screzi iniziali finiscono per innamorarsi e sposarsi.
Il problema per la coppia a quel punto è riuscire a fermare Avocado, che rifiuta di rinunciare al lavoro. 